# Кособрюховы
Кособрюховы — дворянский род, происходящий из терских казаков станицы Дубовской. Внесён 25 ноября 1853 в родословную книгу Ставропольской губернии. Представители рода отличились в кавказских, русско-турецких и Великой отечественной войнах.

## Происхождение рода
- Федор Кособрюхов (~1725 – до 1782).
  - Абрам Федорович Кособрюхов (~1749 – до 1782).
  - Прокофий Федорович Кособрюхов (1752 – после 1782). Жена Евдокия Митрофановна (1752 – после 1782).
  - Семен Федорович Кособрюхов (1755 – после 1817). Жена Акилина Павловна (1752 – после 1802 до 1816).[5]
    - Иван Семенович Кособрюхов (1779 – 19.08.1832). На службе с 1795 года. Зауряд-сотник. Награждён знаком отличия Св. Анны. Убит горцами[6]. Жена Пелагея Евстратовна (1781 – после 1850)[7]. Владела виноградным садом. Дети Игнатий, Макар, Анисья (1805), Матрена (1807).
      - Игнатий Иванович Кособрюхов (1799 – после 1834). На службе с 1814 года. Переведен с семьей в Каргалинскую. Урядник 6-й конно-артиллерийской роты КЛКВ (1834). Жена Евдокия Алексеевна (1798 – после 1834). Дети: Карп (1813), Пелагея (1816), Василий (1821), Наталья (1824).
      - Макар Иванович Кособрюхов (19.01.1809 – 04.1880). Утвержден с семьёй в потомственном дворянстве.

    - Дмитрий Семенович Кособрюхов (1782 – после 1817). Жена Ирина Захаровна (1780 – после 1817).
      - Егор Дмитриевич Кособрюхов (1806 – после 1842). Урядник (1833), хорунжий (1842). У него сестра Вера (1813) и брат Конон (1815).
        - Михаил Егорович Кособрюхов (1827 – после 1842).

    - Николай Семенович Кособрюхов (1785 – после 1817). Жена Параскева Ефимовна (1790 – после 1817). Дочери Пелагея (1815) и Анастасия (~1818).
    - Даниил Семенович Кособрюхов (1788 – после 1817). Жена Евдокия Ивановна (1781 – после 1817). Сёстры Марфа (1774), Анна (1788) и Дарья (1796) Семеновны.
      - Иван Данилович Кособрюхов (1811 – после 1858). В Кизлярском полку (1830 – 1858). За участие в событиях 1853-1856 годов награждён серебряной медалью "За усердие"[8]. Жена Параскева Никитична (1812 – после 1858). Брат Георгий Данилович (1815).

## Ветвь, утвержденная в дворянстве

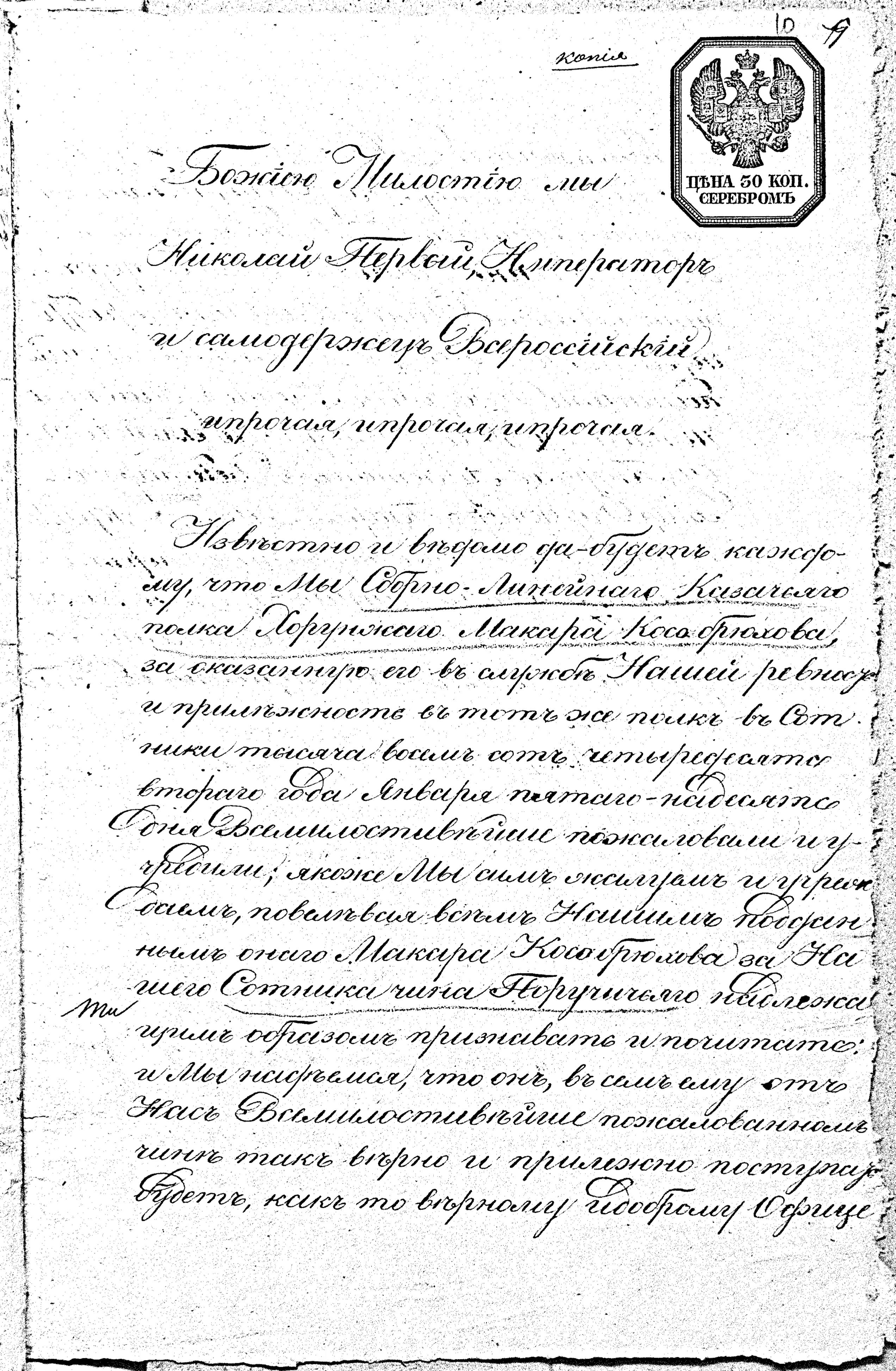
О произведении Макара Кособрюхова с сотники. РГИА

Макар Иванович Кособрюхов (19.01.1809 – 04.1880). Воспитывался при доме. С 1825 года в Терском (Семейном казачьем) полку. Урядник (1827). В отражении набега на Кизляр (1831). Зауряд-хорунжий (с 1833). В том же году – с отрядом в Дагестане. В 1837 году под начальством К.К. Фези – во взятии Шали, сражениях против Шамиля и Уди-муллы, во многих перестрелках. Хорунжий (1838). При штурме Ахульго сильно контужен пулей в изгиб локтя правой руки. В Варшаве в кавказском иррегулярном полку (1840). Сотник (1842). Есаул (1844). Награждён орденом Анны IV ст. "За храбрость" (1853) Тогда же указом сената № 6359 с семьей возведен в дворянское звание. Награждён памятной медалью на андреевской ленте. Войсковой старшина (с 1854). Проявил храбрость и мужество в перестрелках с горцами на левом крыле Кавказской линии (1857) и в экспедиции 1858 года, за что награждён орденами Анны III ст. (с мечами и бантом) и Станислава II ст. (с мечами и короной). Командир сотни полка (с 1859). Медаль «За покорение Чечни и Дагестана» (1862?), Кавказский крест, орд. Владимира IV ст. с бантом (25 лет в офицерах, 1863) и Анны II-й ст. (с мечами, 1864). Помощник атамана 1-го военного отдела, подполковник. Признан в правах на потомственную земельную собственность (в 1874 году в Дубовской – участок в 400 десятин, а у сыновей Семена и Александра – по 200). Отчислен с оставлением по войску (1875). Состоял в 3-м комплекте Кизляро-Гребенского пока, откуда "исключен по случаю смерти" (1880). Жена Параскева Ивановна Блинкова (1807 Дубовская – ~ 1870). Владела байдашной мельницей.
- Феврония Макаровна Кособрюхова (03.02.1829 – после 1853). Муж Федор Константинович Зерщиков (1828 – после 1878), хорунжий (1853, ст. Бороздиновская), пристав 5-го участка Владикавказского округа, войсковой старшина (1876 – 1878). Дети: Иван (1848), Лев (~1853).
- Ириней (Ериней) Макарович Кособрюхов (07.08.1835 – после 1874). Имел Георгиевские IV ст. (1851), III ст. (1857), II ст. (1859) и Кавказский кресты, медали в память войны 1853-1856 гг. и "За покорение Дагестана", а также нашивку из жёлтой гарусной тесьмы на левом рукаве мундира (1861). Урядник (с 1854). Начальник станицы Дубовской (1868 – 1871). Признан в дворянстве с 03.10.1869. Уволен от службы и переведён в коллежские регистраторы [14] (1872). Жена Евдокия Липатовна (1839 – до 1897), дочь обер-офицера.
  - Александра Иренеевна Кособрюхова (1857 – ?).
  - Евдокия Иринеевна Косообрюхова (1860 – после 1875). Замужем.
  - Лев Иринеевич Кособрюхов (1862 – после 1900). Зачислен в казаки 1-го Кизлярско-гребенского округа (1880), пастух общественного табуна (1897). Жена Параскева Ивановна (1873 – после 1900).
    - Николай Львович Кособрюхов (1887 – после 1910). Казак Кизлярского полка. 3 июля 1909 года спас тонувшую в реке Сунже дочь крестьянина Марию Донконцеву. Награждён серебряной медалью "За спасение погибавших" (1910)[15]. Женат. Двое дочерей.
    - Константин Львович Кособрюхов (1891 – 1953). Репрессирован (1937)[16]. Жена: Прасковья Ивановна (~1893 – после 1944).
      - Варвара Константиновна Кособрюхова.
      - Алексей Константинович Кособрюхов (20.02.1922 – 04.2004). Оставил по семейным обстоятельствам Буйнакское педагогическое училище[16], работал механизатором. Во Львовском танковое училище (1940). На фронте с 12.11.1941. После ранения  – в разведшколе. Во время Сталинградской битвы командовал танком. Трижды ранен. Награждён медалями "За отвагу", "Боевые заслуги", "Оборону Сталинграда", "Освобождение Варшавы", "Взятине Берлина", "Победу над Германией" и орденами "Красной звезды" (II и I ст.)[17]. Последнее звание гв. ст. сержант. С фронта вернулся в 1947 году[18]. Жена Прасковья Кирилловна Авешникова (31.10.1925 – ?). Дети: Владимир и Ольга.
      - Григорий Константинович Кособрюхов (1925 – 26.12.1943). Призван из Каргалинской 04.04.1943[19]. В 86-м полку 32-й дивизии. Пропал без вести[20].
      - Борис Константинович Кособрюхов (17.07.1937 – 04.01.2007 Москва). Работал в Терекли-Мектеб. Супруга Милания Амосовна, урождённая Булатова (1935 – ?). Двое детей.

    - Иван Львович Кособрюхов (1895 – после 1897).
    - Олимпиада Львовна Кособрюхова (1896 – после 1897).
    - Антонина Львовна Кособрюхова (после 1900 – около 1996 Дубовская). Муж N. Губарев, один сын.

  - Олимпиада Иринеевна Кособрюхова (1867 – ?). Замужем.
  - Александр Иринеевич Кособрюхов (1868 – около 1919). Учился в станичной школе. Винодел, в работниках (1897). Жена Татьяна Флегонтовна (1872 – ~ 1922). Огородница-хозяйка.
    - Михаил Александрович Кособрюхов (~1898 – ~1968 Дубовская). Жена Елизавета (~1900 – ~1975 Дубовская).
      - Мария Михайловна Кособрюхова (~1919 – ?). Работала в роддоме.
      - Константин Михайлович Кособрюхов (1924 – после 1969). С апреля по август 1941 года[21] в 115 стр. полку 75-й дивизии. В окружении. После освобождения из плена осужден 25.03.1942 по 58-й ст.[22]. В 1955 – 1969 гг. на воинском учёте. Работал в колхозе в ст. Дубовской[23]. Жена Ирина Степановна, урождённая Питанова (1926 – ?). Сын Николай.
      - Александра Михайловна Кособрюхова (~1940 – ?). Стала инвалидом после перенесения полиомиелита.

    - Петр Александрович Кособрюхов (26.06.1901 – 26.06.1971 Шелковская). В учебной батарее РККА (1922 – 1924). С 22.08.1941  – в 97-й танковой бригаде. В окружении с 10.11.1942 по 18.01.1943[24]. Ранение руки (04.1943) вызвало III гр. инвалидности (1944). Первая супруга Христина Балахонова (~ 1904  –  ~ 1931 Дубовская), вторая – Прасковья Егоровна Кобзарь (14.10.1912 – 29.05.1993 Буденовск), третья – Зинаида Гоптарева (? – после 1989).
      - Анна Петровна Кособрюхова (20.03.1923 – 24.08.2005), по мужу Конышева. Дети: Тамара (от Павла Ковалева), Зоя, Наталья и Елена (Конышевы).
      - Лидия Петровна Кособрюхова (25.03.1925 –  ~ 2000). Муж Петр Ергушов. Сыновья Анатолий и Александр.
      - Мария Петровна Кособрюхова (22.06.1928 – 04.11.2000 Санкт-Петербург). Сыновья Виктор и Сергей Зыковы.
      - Галина Петровна Кособрюхова (1945). Живёт в Новопавлоске. Сыновья Виктор, Михаил, Владимир Тарановы.

    - Григорий Александрович Кособрюхов (1904 – 01.02.1977 Дубовская). Призван на фронт 24.08.1941[25]. Попал в плен к румынам под Одессой 13.09.1941 и отправлен в лагерь Бельцы[26]. С сентября 1944 – в 25-й дивизии[27] РККА. Трижды ранен[28]. Отличился в боях при расширении плацдарма на Гроне, медаль "За боевые заслуги"[29]. На 09.03.1945 год в 235 азсп 46-й армии. Жена Анастасия Семеновна Питанова (1910 – 16.11.1975).
      - Петр Григорьевич Кособрюхов (19.12.1930 – 04.08.1981). Механизатор. Жена Зинаида Сергеевна Тихонова (1932 – 1987). Дети Геннадий, Наталья, Людмила.
      - Василий Григорьевич Кособрюхов (03.01.1933 –16.02.2011 Троицкое). Жена Любовь Тимофеевна,  Ткалич. Дети Елена, Николай, Вячеслав.
      - Мария Григорьевна Кособрюхова (1947). Дети Валерий, Наталья, Любовь Беликовы.

    - Иван Александрович Кособрюхов (20.01.1910 – 05.06.1988). На фронте с 11.07.1941[30]. В 1301-м пушечном полку 61-й бригады (разведчик-наблюдатель), затем в 16 артдивизии. Несколько раз ранен. Награждён медалью и орд. Отечественной войны II ст.[31] Демобилизован (08.1944)[32] после тяжёлого ранения. Жена Мария Павловна Панкова (04.08.1912 – 14.02.1988).
      - Валентина Ивановна Кособрюхова (1937 – 2018). Муж Сын Александр Богданов.
      - Александр Иванович Кособрюхов (1947). Жена Антонина, дети Ольга и Иван.

    - Николай Александрович Кособрюхов (1912 – ?). Призван (06.1941). Служил в 1273 c.п. 387 с.д. и на 82-й полевой базе. Помощник машиниста бронепоезда. Награждён медалями "За оборону Кавказа"[33] и "За отвагу". Отличился при освобождении Таганрога (25.08.1943), "уничтожив 15 солдат и подавив огневую точку противника"[34]. Дважды ранен.
      - Валентина Николаевна Кособрюхова (1940). Дочери Елена и Ирина Бигаевы.
      - Владимир Николаевич Кособрюхов (1947).
      - Александр Николаевич Кособрюхов (1949). Двое детей.

  - Николай Иринеевич Кособрюхов (~ 1870 – после 1916). Урядник. Избранный атаман станицы[35] (1904 – 1907). Награждён медалью "За учердие" на станиславской ленте (1910). Хранил Высочайшую грамоту о пожаловании его дедушки Макара чинами и орденами[36]. Удостоен премий за годовалых жеребят (1915). Сын и 4 дочери.
    - Константин Николаевич Кособрюхов. Переехал в Каргалинскую. Был женат, один сын.
    - Серафима Николаевна Кособрюхова (до 1898 - ?). Работала учительницей в Кизляре. Дочь и внук.
- Евгения Макаровна Кособрюхова по мужу Мищенко (07.08.1835 – после 1850).
- Семен Макарович Кособрюхов (20.01.1841– 05.1880). Урядник (1861). Сражался против горцев. «За отличие в зимней экспедиции в Аргунском округе в 1861 году» получил Георгиевский крест IV ст.[37] В Терском конно-иррегулярном полку (1862 – 1863). Хорунжий 4-й сотни Кизлярского полка (1869). Сотник (1873), с того же времени в Кизляро-гребенском полку. Награждён за отличие в Хивинском походе 1873 года. Получил орден Св. Анны IV ст. «За храбрость» (1875). С 1876 года командир 2-й сотни. Участник кампании 1877 – 1878 годов. Отличился при осаде и штурме Карса 5-6 ноября 1877 года, а также во время действий Саганлугского отряда при зимней блокаде Эрзерума. Есаул (1879). Орден Анны III ст. (с мечами и бантом, 1881). Жена: Наталья Васильевна  (1846 – после 1916). Занималась виноделием и огородничеством.
  - Параскева Семеновна Кособрюхова (1867 – ?). Замужем за владикавказским потомственным почетным гражданином Николаем Михайловичем Борщевым. Дочери Анастасия (~ 1882 – ?) и Вера (23.09.1888 – ?).
  - Александра Семеновна Кособрюхова (1868 – после 1897). Обучалась в станичной 1-классной школе.
  - Любовь Семеновна Кособрюхова (1876 – после 1897).
  - Антонина Семеновна Кособрюхова (1878 – после 1897).
- Александр Макарович Кособрюхов (25.11.1845 – 17.07.1917). На службе (1863), урядник (1864), хорунжий (1867). С февраля 1870 года – адъютант полка, с июня в должности армейского пристава Нухинского уезда, а с октября – мл. помощника Шушинского уездного начальства. В январе 1871 года руководил “командой казаков и всадников земской стражи, истребившей шайку Гусейн-Али-Оглы-Агмед Агалинского и Бадры Кенгерминского”[3]. В 1873 – 1874 годы – ст. помощник Зангезурского начальника. Секретарь Владикавказского Окружного Полицейского Управления (1875). Стал казначеем временного Терско-Горского иррегулярного полка (1876). В апреле 1877 года вступил в Румынию, с мая по июнь – в Одесском округе, затем в Измаиле и Тульче, с октября прикомандирован к 13-му корпусу (Рущукский / Северный отряд). В перестрелках при Солянике, Церовце, Костанденце с участием Владимира и Сергея Александровичей, а также герцога Лейхтенбергского. В январе 1878 года под начальством цесаревица в преследовании неприятеля до Шумли За отличие в делах против турок (в Родопах и на реке Арде) произведен в сотники и награждён орд. Анны IV ст. (1879) и Станислава III ст. (1880). В 1882 –1885 гг. – заведующий хором Терского войска в Моздокском полку. Есаул (1883). Жалован участком (233 десятины) в Пятигорском отделе (1887). Орден Анны III ст. (1888). С 1891 года начальник I-го распорядительного отделения (советник) Терского областного правления[38]. Через год награждён орд. Станислава II-й и Владимира IV ст. с бантом. В 1894 годув был составе Кавказского учебного округа и занимался делами сиротских судов. В 1894 – 1905 годах – попечитель Владикавказской женской гимназии. С 1895 года – войсковой старшина, начальник I-го отделения. Получил золотой Бухарский орден III-й ст. (1896). В комиссии по разграничению Терской области и Ставропольской губернии, орд. Анны II ст. (1898). По отставке (с 1906 года) полковник, кандидат во владикавказские гласные. В строительном комитете при Ал.-Невской церкви (1910)[39]. Умер в Новороссийске. Жена Софья Андреевна (30.04.1852 – ?). Дочь штабс-капитана Андрея Федоровича Марьина (1813 – после 1889) и Анны Федоровны Федоровой (1829 – 08.02.1889).
  - Людмила Александровна Кособрюхова (22.01.1875 Дубовская – 1942 блокадный Ленинград). Замужем за врачом Петром Митником (17.11.1865 – 11.11.1921). Дети: Михаил (1898 – 1967) и Татьяна (1899 – 1943) по мужу Тарноградская.
  - Клавдий Александрович Кособрюхов (18.12.1876 – 18.04.1901). Обучался в Московском Техническом училище. В 1901 году умер в Москве, находясь в Басманном полицейском доме. Согласно метрической записи, отравился в состоянии помешательства[40].
  - Валентина Александровна Кособрюхова (10.11.1879 – после 1926). Муж (с 1908 года) Николай Силантьевич Акулов (1881 – после 1922). При венчании записан как сельский обыватель Луганска. Вероятно, являлся толстовцем, состоял в переписке с писателем[41][42]. До революции семья жила на "даче Акуловой" в Цемесской долине Новороссийского округа. Сын Николай Александрович Акулов (27.07.1912 Владикавказ – 23.05.1990 Москва), майор технической службы[43].
  - Борис Александрович Кособрюхов (21.07.1884 – 10.04.1950). Электрохимик, инженер-технолог, изобретатель и конструктор[44], создатель Ленинградской Центральной аккумуляторной лаборатории и советского щелочного аккумулятора, коллекционер русской живописи. Жена Мария Константиновна Борисевич (1886 – 1954).
    - Галина / Галя Борисовна Кособрюхова (15.12.1906 Владикавказ – 05.06.1988 Сергиевский)  Окончила ЛГУ (биологическое отделение физико-математического факультета)[45], специальность "физиология животных" (1930). Бывший муж А. С. Ширма (1909 Новороссийск – 1979).
    - Александр Борисович Кособрюхов (04.08.1913 Владикавказ – 1930 Ленинград, от скарлатины).

  - Андрей Александрович Кособрюхов (28.10.1886 – 31.08.1887). Умер от воспаления лёгких.
  - Леонида Александровна Кособрюхова (14.06.1888 – после 09.1917). Окончила женскую гимназию единоверческого братства в Санкт-Петербурге. Преподаватель 2-й женской Новороссийской гимназии В. М. Амосовой (1916).
  - Виктор Александрович Кособрюхов (11.04.1891 – 12.10.1892). Умер от случайного отравления серной кислотой.
  - Валериан Александрович Кособрюхов (01.09.1893 – после 1926). После Владикавказского училища поступил на металлургическое отделение Политехнического института (1911), откуда перешёл на химическое отделение Технологического института (1912). 24.10.1914 года уволен по прошению. Ускоренно окончил Николаевское кавалерийское училище (1915). Произведён в прапорщики. Офицер Сунженско-Владикавказской запасной сотни. Затем в 3-й сотне 3-го Сунженско-Владикавказского полка, прикомандирован к запасной химической роте. Хорунжий, позднее сотник (1917)[46]. После Октябрьской революции – в Добровольческой армии и ВСЮР. Подъесаул (с 13.12.1919). В эмиграции. Член "Казачьего союза" (1926)[47].

## Генетическое происхождение
По гаплогруппе Y-ДНК Кособрюховы относятся к "волго-карпатской" ветви R1a (снип R-Y2902).

## Галерея

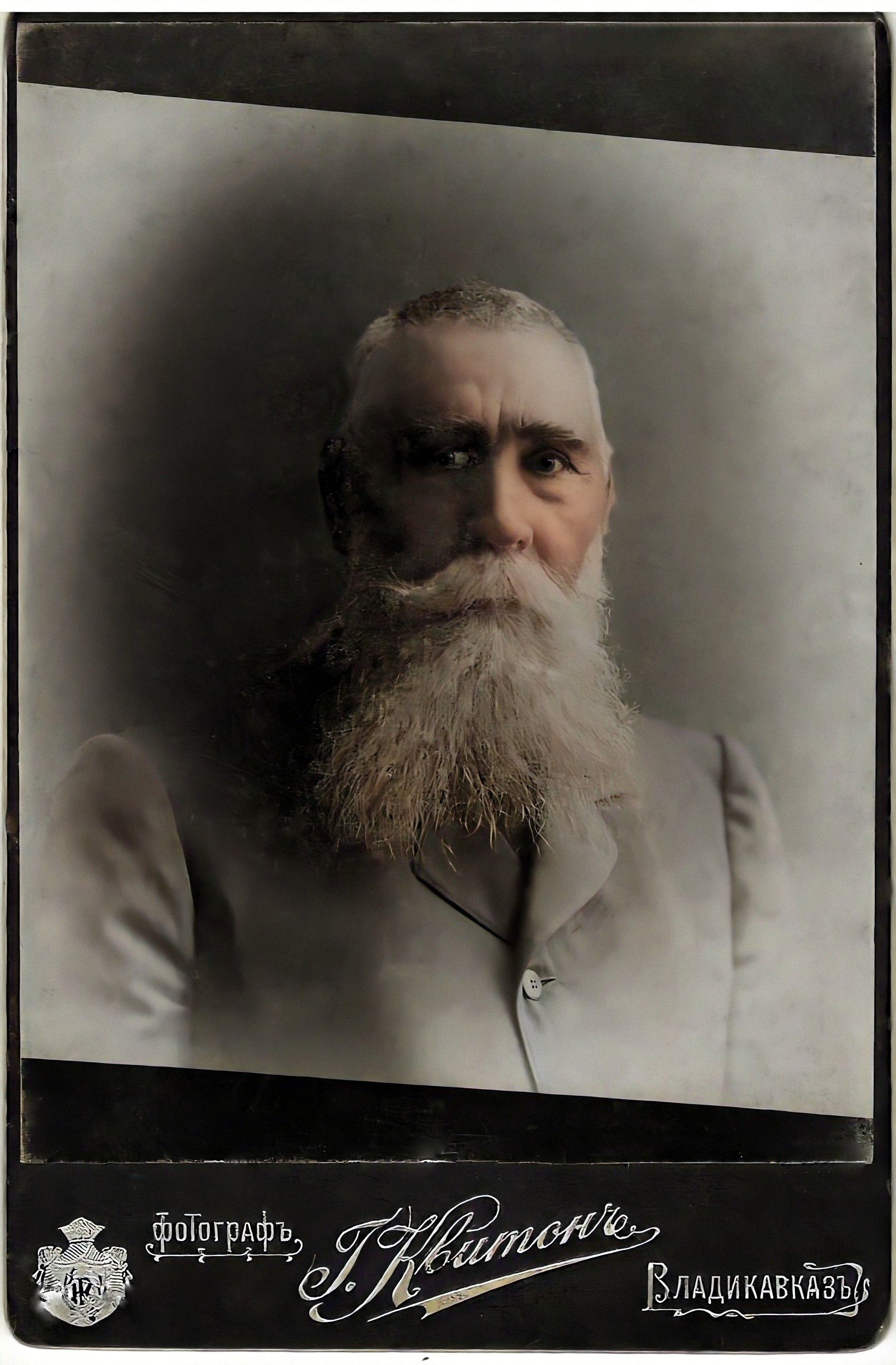
Александр Макарович Кособрюхов. Ретушь
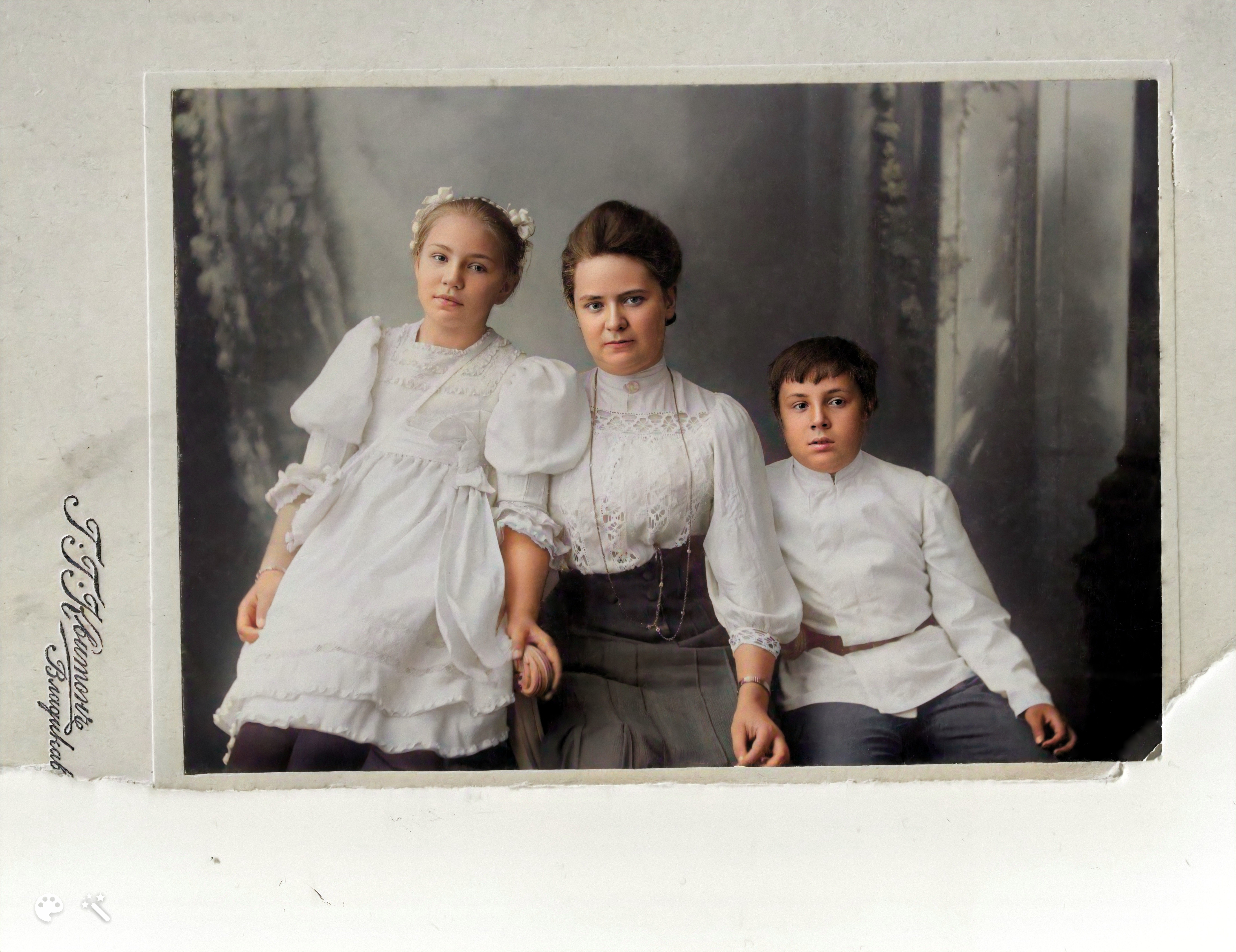
Людмила Александровна (Кособрюхова) Митник с детьми. Ретушь
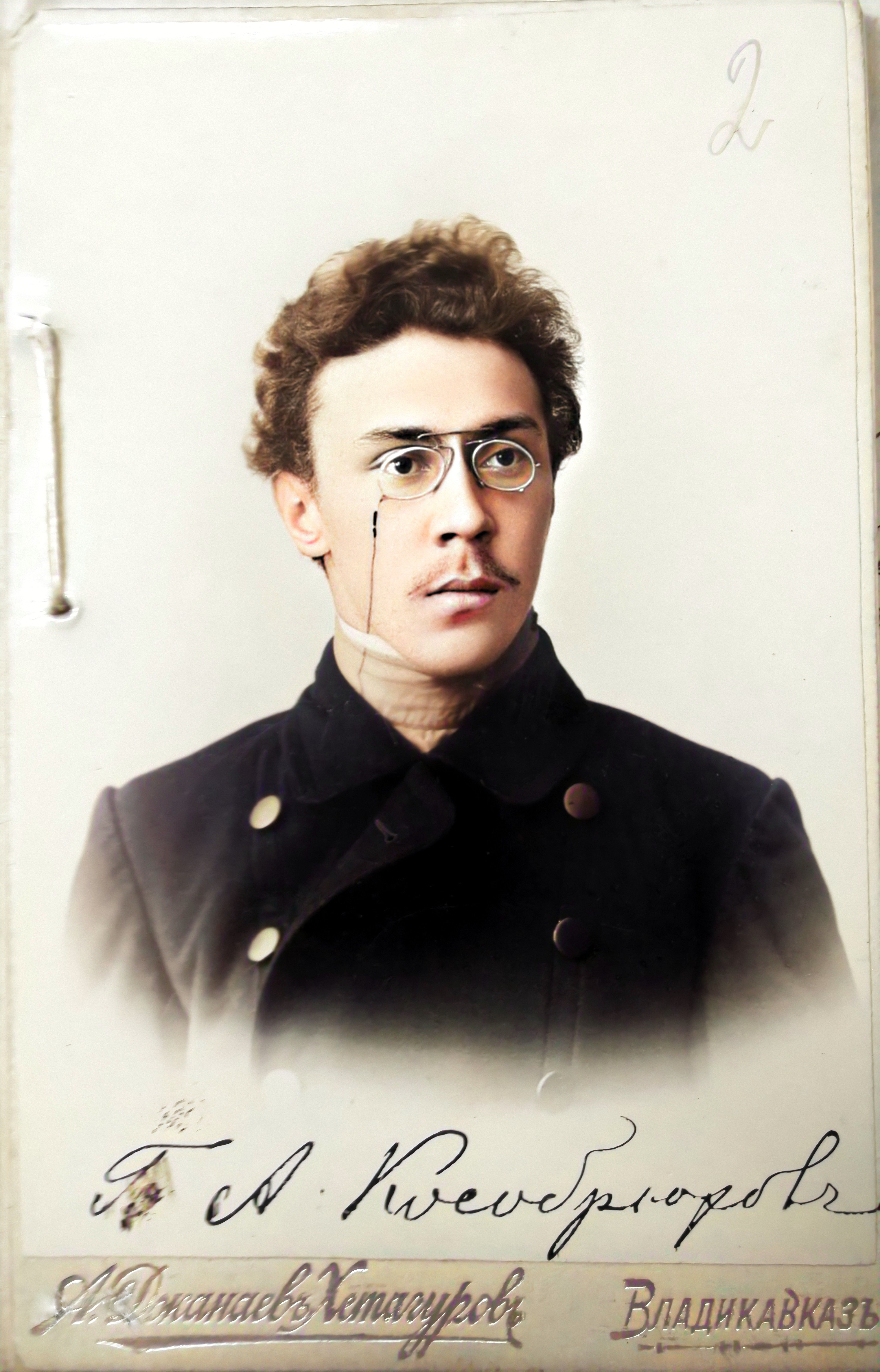
Борис Александрович Кособрюхов. 1903. ЦГИА СПб. Ретушь
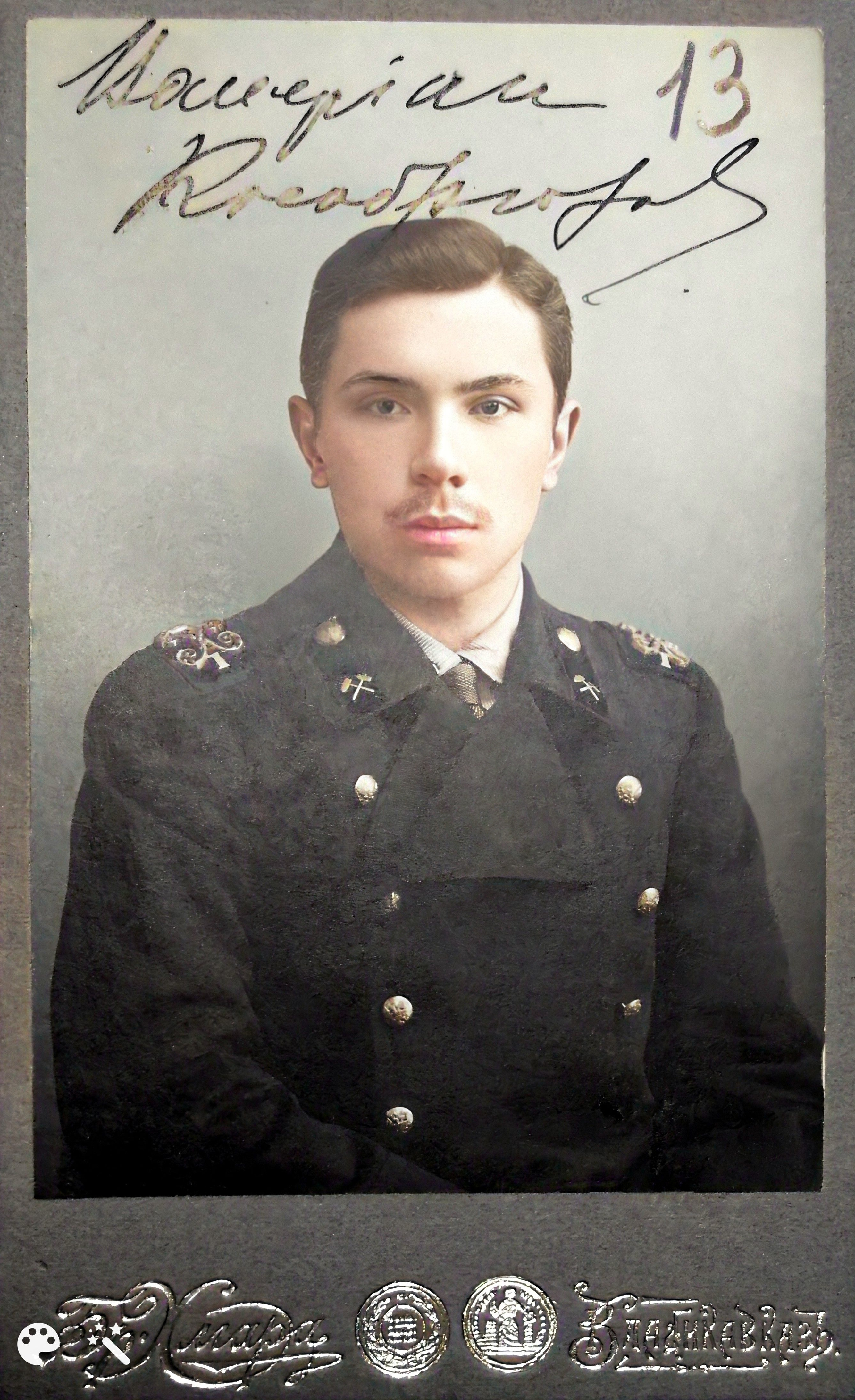
Валериан Александрович Кособрюхов. 1912. ЦГИА СПб. Ретушь
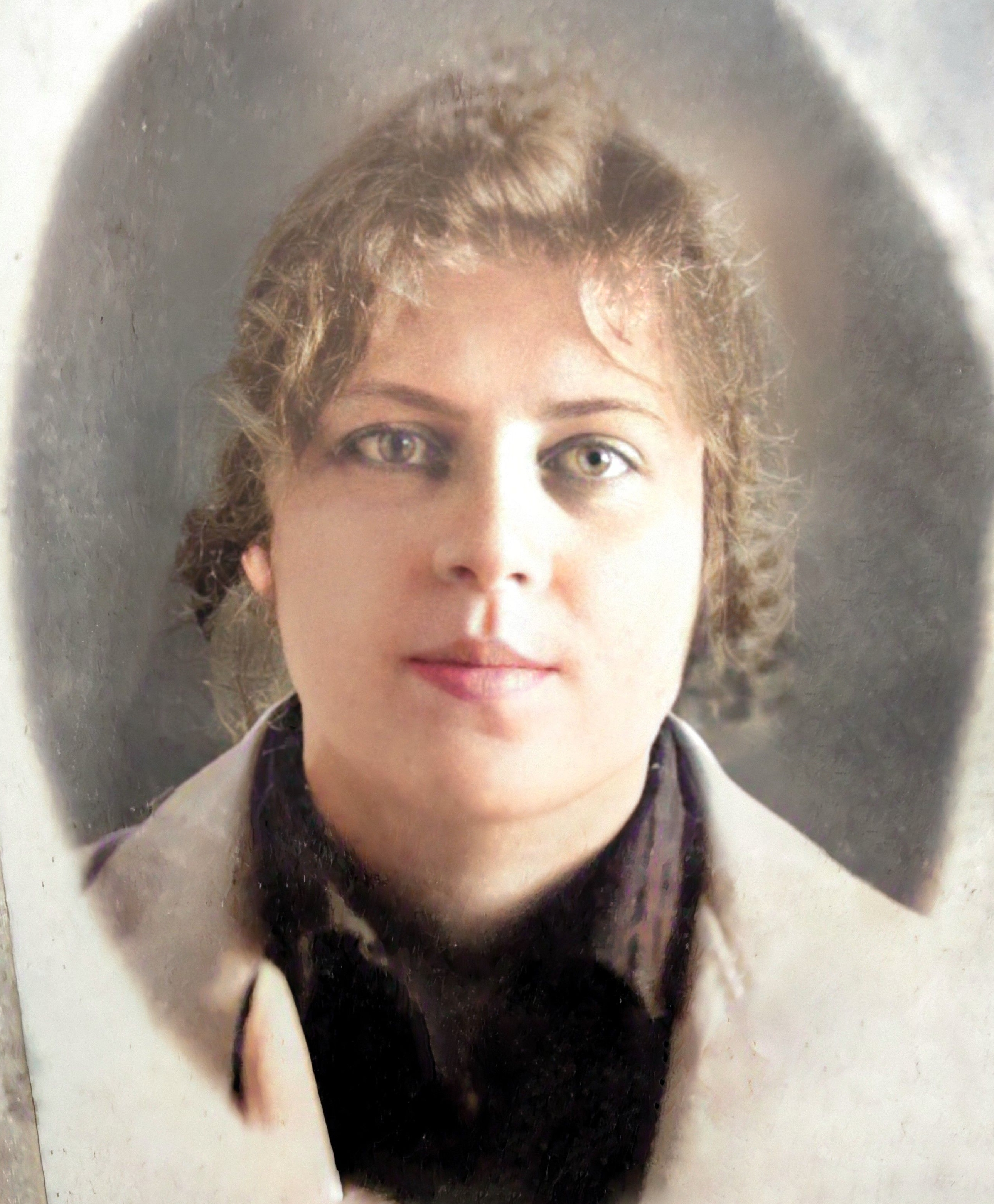
Галина Борисовна Кособрюхова. 1929. ЦГА СПб. Ретушь
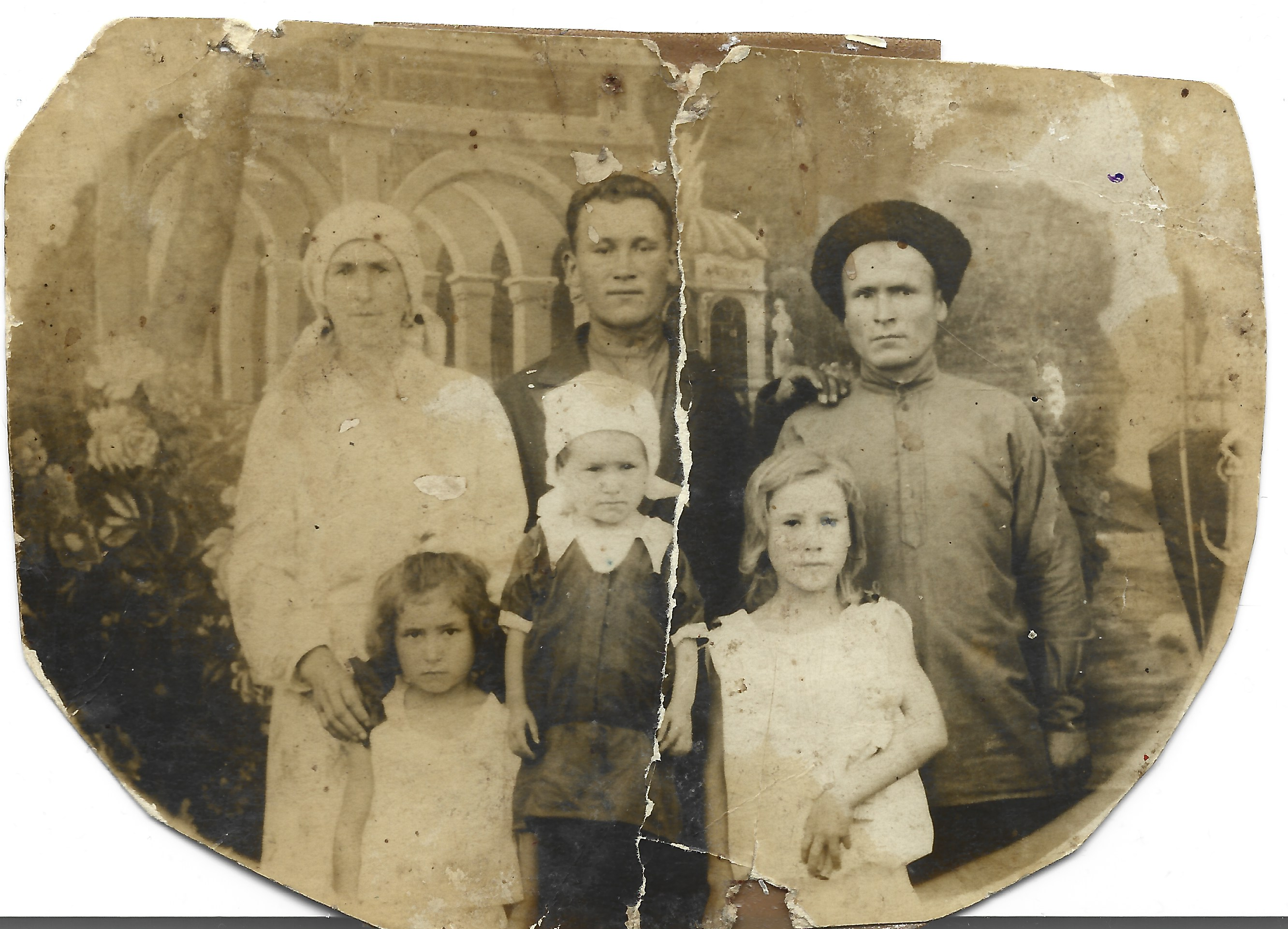
Петр Александрович Кособрюхов (1901-1971) с семьей. Советские годы